# Anna Bielkiewicz
Anna Bielkiewicz z domu Małynicz, primo voto Leliwowa (ur. 1877 w Imperium Rosyjskim, zm. 20 października 1936 w Chicago) – polska nauczycielka i działaczka społeczna, założycielka i kierowniczka Polskiego Komitetu Ratunkowego Dzieci Dalekiego Wschodu.

## Pochodzenie i historyczne tło działalności
Urodziła się w roku 1877 jako córka syberyjskiego zesłańca, jednego z projektantów i budowniczych Kolei Transsyberyjskiej. Była spokrewniona z Władysławem i Stanisławą Strzałkowskimi (również potomkami zesłańców na Syberię) oraz z Tadeuszem Sobańskim, profesorem chemii w Kijowie. Pracowała jako nauczycielka. W czasie I wojny światowej, w latach rewolucji październikowej, krwawej kontrrewolucji i interwencji zewnętrznej obcych wojsk, na rosyjskim Dalekim Wschodzie panował głód i epidemie. W tym rejonie (np. Kraje: Chabarowski, Nadmorski, Kamczacki, Zabajkalski; obwody: amurski, magadański, sachaliński; głównie miejscowości: Władywostok, Czyta, Harbin) przebywało wówczas ok. 50 tys. Polaków (według części źródeł ok. 200 rys.) – rodziny Sybiraków, rodziny budowniczych i pracowników Kolei Transsyberyjskiej, przesiedleńcy z Kongresówki. Po upadku caratu zapanował groźny dla Polaków krwawy terror. Szczególnie trudny był los ok. 5 tys. polskich dzieci, osieroconych lub oderwanych od rodzin.
Między potrzebującymi pomocy dziećmi znalazł się również 12-letni syn Władysława i Stanisławy Strzałkowskich – Jerzy Strzałkowski, który stracił kontakt z rodzicami. Wraz z wujem – Tadeuszem Sobańskim – przyłączył się do uciekinierów na rosyjski Daleki Wschód, na którym wojnę białych z czerwonymi wspierały interwencyjne wojska Ententy; spotkał tam Annę Bielkiewiczową.
Dzieci były zrozpaczone, wygłodzone (zdarzało się, że żywiły się szczurami), często ciężko chore (panował tyfus). Ich ratowanie stało się głównym celem działalności Anny Bielkiewiczowej.

## Utworzenie „Komitetu Ratunkowego Dzieci Dalekiego Wschodu”
W roku 1919 Anna Bielkiewiczowa podjęła inicjatywę utworzenia Komitetu Ratunkowego Dzieci Dalekiego Wschodu; została jego prezesem. Funkcję wiceprezesa objął Józef Jakóbkiewicz – młody polski lekarz i wychowawca młodzieży (naczelny lekarz sanitarny we Władywostoku), który opiekował się sierotami i dziećmi z rodzin ubogich lub rozbitych przez wojnę (dla nich zorganizował m.in. Hufiec Syberyjski). W skład Komitetu, powołanego 16 września 1919 roku, weszli ponadto: Michał Bielecki (sekretarz), Jan Wyrzykowski, por. Alojzy Piotrowski (przedstawiciel Wojska Polskiego), Wilhelm Killer (przedstawiciel „Domu Polskiego”), Ludwik Hempel (przedstawiciel Towarzystwa Pomocy Inwalidom), Alfons Bednarski (przedstawiciel Towarzystwa Spółdzielczego Transportu i Handlu).
Komitet rozpoczął poszukiwania funduszy na prowadzenie swojej działalności. Anna Bielkiewicz uzyskała zgodę Amerykańskiego Czerwonego Krzyża na zakwaterowanie ewakuowanych dzieci w amerykańskich koszarach i obietnicę pomocy w ich wyżywieniu i zaopatrzeniu w odzież. Ewakuacją z okolic Bajkał, gdzie panowała epidemia tyfusu, zajął się dr Jakóbkiewicz. Przywiózł z wyprawy do Czyty pierwszą grupę 98 wycieńczonych dzieci, jednak Amerykański Czerwony Krzyż zlikwidował wówczas swoją działalność we Władywostoku. Pomocy udzielił m.in. Edward Sienkiewicz, który udostępnił 80 chorym dzieciom swoją podmiejską willę. Dr Jakóbkiewicz udał się do Stanów Zjednoczonych – w Chicago otrzymał obietnicę przyjęcia pod opiekę 300 dzieci i pokrycia kosztów ich przewozu.
Anna Bielkiewicz poszukiwała pomocy w Chinach i Japonii. W Szanghaju spotkała się z odmową. Podobne były pierwsze efekty podróży do Japonii – odmówiły pomocy francuskie misje katolickie.

## Pomoc Japonii
W czerwcu 1920 roku Anna Bielkiewicz wyjechała do Tokio, aby zwrócić do Japońskiego Ministerstwa Obrony o przewiezienie dzieci do Japonii i ich zakwaterowanie do czasu wyjazdu do Ameryki. Uzyskanie realnej pomocy Japonii było możliwe, ponieważ w tym czasie japońskie oddziały ekspedycyjne, wspomagające walkę z bolszewikami, nie były jeszcze wycofane z Syberii, a w miejscach stacjonowania tych oddziałów działały placówki Japońskiego Czerwonego Krzyża. W Japońskim Ministerstwie Obrony i Ministerstwie Spraw Zagranicznych Japonii została wysłuchana uważnie i ze współczuciem. Otrzymała dokument zobowiązujący wszystkie japońskie służby do udzielania wszelkiej pomocy. Oprócz ówczesnego szefa japońskiego MSZ Uchidy Kosai (późniejszego premiera) w ratowanie polskich dzieci zaangażowali się m.in. Gi'ichi Tanaka (wówczas minister sił lądowych), Tomosaburō Katō (wówczas minister marynarki), panowie Ishibashi i Mushakoji (dwaj z najwyższych urzędników obu ministerstw) oraz prezes Japońskiego Czerwonego Krzyża – Ishiguro Tadanori.
W latach 1920–1922 japońskie statki przewiozły do portu Tsuruga 763 polskich dzieci. Były w Japonii goszczone z wielką troską o ich zdrowie i samopoczucie (do Stanów Zjednoczonych były ekspediowane partiami, po odzyskaniu zdrowia). W swoich relacjach z tego okresu Anna Bielkiewicz informowała, że Japończycy udzielali tak serdecznej pomocy „dzieciom”, a nie „dzieciom z Polski”, ponieważ o ich kraju niemal nic nie wiedzieli.

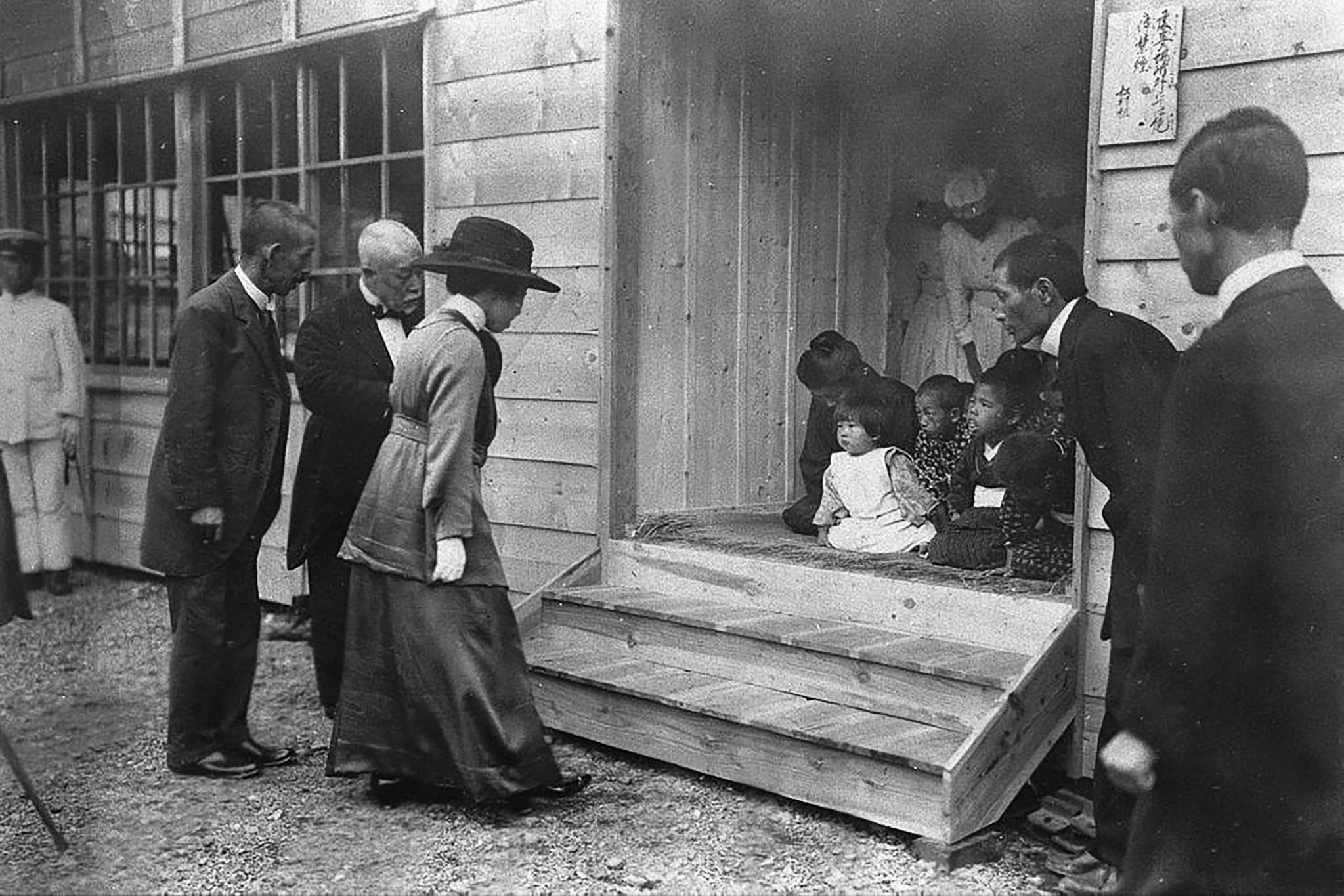
Wizyta cesarzowej Sadako Kujō w japońskim szpitalu Czerwonego Krzyża (1923)

Starała się to zmienić. Wydawała przez 10 miesięcy – w 3 językach (polskim, japońskim i angielskim) – ilustrowane czasopismo „Echo Dalekiego Wschodu”. Było ono sprzedawane na ulicach oraz czytane w cesarskim pałacu. We wspomnieniach napisała:

Cały dwór czytał nasze Echo Dalekiego Wschodu i nawet Cesarzowa Japońska wszystkie numery przeglądała i kazała je sobie czytać.

Wydano również historię Polski w języku japońskim i zamieszczano w japońskich czasopismach przetłumaczone na ten język polskie opowiadania. Działania te były prowadzone pod opieką cesarzowej Sadako Kujō.
6 kwietnia 1921 roku Cesarzowa Sadako osobiście odwiedziła sierociniec Fukudenkai. W czasie spotkania z dziećmi i opiekunami złamała obowiązujące reguły ceremoniału. Dała znak, by dzieci zbliżyły się, a następnie osobiście do nich podeszła. Zaczęła też rozmowę z Anną Bielkiewicz, co również nigdy nie zdarzało się w czasie audiencji, pytając o najmłodsze dziecko (najmłodsza była 3,5-letnia dziewczynka, znaleziona w lesie) i wyrażając nadzieję, że wszystkie dzieci będą odtąd szczęśliwe.
Po wyjeździe 370 dzieci do Ameryki (z dr. Jakóbkiewiczem) Japoński Czerwony Krzyż przeznaczył środki na przewóz kolejnych 400, przez Ocean Indyjski, Kanał Sueski, Morze Śródziemne, Ocean Atlantycki, Morze Północne i Bałtyk do Gdańska (wówczas portu niemieckiego). Organizacją tej podróży zajął się dr Jakóbkiewicz, natomiast Anna Bielkiewicz wróciła na rosyjski Daleki Wschód.

## Lądowa podróż ostatniej grupy dzieci
Celem jej dalszej pracy było zgromadzenie i przewiezienie do Polski dzieci m.in. z Błagowieszczeńska, Nerczyńska, Chabarowska, Sretieńska, Wierchnieudzińska, Harbinu. Pomocy udzielały społeczne organizacje polskie, Konsul Konstanty Symonolewicz oraz władze Japonii i Chin. Otrzymała zgodę Misji Sowieckiej w Pekinie na przewóz grupy 117 dzieci i 14 dorosłych drogą kolejową do Moskwy, gdzie zostali serdecznie przyjęci przez Poselstwo Polskie. Anna Bielkiewicz pisała:

Przebyliśmy całą podróż jakby w zamkniętym pudle. Nic nie widzieliśmy, ponieważ w tym czasie panowały silne mrozy. W okolicy Irkucka i Krasnojarska było około 50 stopni mrozu, szyby w oknach całkowicie zamarzły, ale w wagonach było ciepło. […] Kiedy dojechaliśmy do granicy, wszyscy ze wzruszeniem ujrzeliśmy polskie sztandary i polskich żołnierzy. Przybyliśmy na rodzinną ziemię, a starsze dzieci popłakały się ze wzruszenia.

Na granicy Polski kolejny transport polskich dzieci przywitał J. Jakóbkiewicz, który wcześniej – dla grup sprowadzonych drogą morską – uzyskał budynki w Wejherowie.

## W Polsce
W pierwszym okresie pobytu dzieci w kraju Anna Bielkiewiczowa i J. Jakóbkiewicz, z pomocą polskich władz i wielu innych osób, starali się, aby wszyscy podopieczni znaleźli możliwość nauki i życia w przychylnym środowisku.
Oboje opiekunowie różnymi metodami informowali społeczeństwo o historii swoich podopiecznych, budząc zainteresowanie ich losem. Powrócili do wydawania gazetki-jednodniówki „Echa z Dalekiego Wschodu”, w której opisywali wydarzenia z przeszłości. Było to niezbędne, ponieważ zdarzało się, że nowy kolega w szkole nie chciał siedzieć w ławce z „obdartym Ruskiem”, a jeden z nauczycieli (wkrótce zwolniony) nazywał dzieci syberyjskie „bolszewikami” i „czerwoną zarazą”. Częściej młodzi repatrianci spotykali dowody współczucia. W numerze „Echa z Dalekiego Wschodu” z roku 1924 Anna Bielkiewiczowa z wdzięcznością opisywała zaangażowanie członków Oddziałów Komitetu Ratunkowego dla dzieci Dalekiego Wschodu, które powstawały np. w Łodzi, Zgierzu, Pabianicach. Z wdzięcznością wymieniła dziesiątki osób, które okazały pomoc – przekazały żywność, podręczniki, ubrania, lub poświęciły swój czas organizując kursy, zajęcia artystyczne, spotkania świąteczne.
Zakład Wychowawczy w Wejherowie, stworzony przez Annę Bielkiewicz i Józefa Jakóbkiewicza z pomocą władz i społeczeństwa, zlikwidowano w roku 1928. Działalność wychowawczą kontynuowano w różnych miejscowościach.

## Upamiętnienie
- O upamiętnienie sprawy powrotu dzieci syberyjskich do Polski, w tym osoby Anny Bielkiewicz, troszczył się w latach 1928–1939 Związek Młodzieży z Dalekiego Wschodu, który utworzyli w Warszawie byli wychowankowie Zakładu w Wejherowie. Pierwszym przewodniczącym został Jerzy Strzałkowski. Związek wydawał gazetę „Sybirak” i „Młody Sybirak” (od października 1938 pod nazwą „Echa z Dalekiego Wschodu”)[13].

- Na stronie internetowej polskiego Ministerstwa Spraw Zagranicznych, w kalendarium historii stosunków polsko-japońskich; zamieszczono dwie informacje o wydarzeniach roku 1920[14]:

czerwiec: Anna Bielkiewicz, przewodnicząca Polskiego Komitetu Ratunkowego w MSZ w Tokio. Dzięki pomocy Japońskiego Czerwonego Krzyża uratowano ok. 800 polskich sierot z Syberii (do 09.1922),
sierpień: Józef Targowski pierwszym oficjalnym przedstawicielem Polski w Japonii (do 02.1921).

- W roku 2001 powstał film dokumentalny „Syberyjskie Sny” w reżyserii Ewy Misiewicz z udziałem osób które zostały uratowane z Syberii [15]

- W roku 2003 japoński reżyser Hiroki Hayashi nakręcił według scenariusza Seiken Tamukai film „Jesień w Warszawie”, którego głównym bohaterem jest Kamil – chłopiec z grupy „sierot syberyjskich”, który przestał mówić po przeżytej tragedii. Rolę Anny Bielkiewicz – Anna Romantowska[16].

- Szkoła Podstawowa w Starej Wsi w powiecie otwockim nosi imię Polskich Dzieci Syberyjskich[17]